# Antiochiai Mária bizánci császárné
Antiókhiai Mária (görögül: Μαρία της Αντιόχειας [Maria tész Antiokheiasz]; Antiókhia, 1145 – Konstantinápoly, 1182) bizánci császárné, I. Manuél bizánci császár felesége, II. Alexiosz bizánci császár kiskorúsága idején régens, Châtillon Anna magyar királyné féltestvére.

## Élete
Antiókhiai Mária Antiókhiai Konstancia és Poitiers-i Rajmund látta meg a napvilágot. Rajmund 1149-ben egy Núr ad-Dín Mahmúd aleppói emírrel vívott ütközetben életét vesztette. Édesanyja ezt követően a számtalan kérője közül 1153-ban Châtillon Rajnaldot választotta.
Miután Sulzbachi Berta, Manuél bizánci császár felesége elhunyt, az uralkodó a keresztes államok között keresett jövendőbelit. Első választottja Melisenda, III. Balduin jeruzsálemi király unokatestvére és Melisenda jeruzsálemi királynő unokahúga lett volna. Hogy miért esett kútba a házasság, nem tudni, Türoszi Vilmos tudósítása szerint a császár eleve több vasat tartott a tűzben, Jóannész Kinnamosz viszont feljegyezte, hogy Melisenda nem volt egészséges, ráadásul a görög követek a jeruzsálemi udvarban azt is megtudták, hogy könnyen lehet, hogy Melisenda édesanyjának, Hodiernának a házasságtörő kapcsolatából született.
Manuél választása így esett Máriára, akit a források egybehangzóan rendkívüli szépségűnek, magas termetűnek és szőkének írtak le.

## Császárnéként
Mária 1161. december 24-én, 16 éves korában nőül ment az akkor már két éve özvegy, 43 esztendős I. Manuél bizánci császárhoz. Mária először csak 1166-ban esett teherbe, ám elvetélt, ráadásul a magzat fiú volt. Az eset nagyon megviselte a császári párt, mivel Mánuelnek előtte csak két leánya született első feleségétől, Sulzbachi Bertától. Mária mostohalánya a hasonló nevet viselő Komnénosz Mária volt, akit eljegyeztek Alexiosszal, a későbbi III. Béla magyar királlyal.
1169. szeptember 10-én, Konstantinápolyban végre megszületett a várva várt trónörökös, aki az Alexiosz nevet kapta, Béla eljegyzését felbontották, és a császár lánya helyett eljegyezték a császárné testvérével, Ágnessel.
Mária hasznos szerepet játszott a kor bizánci diplomáciájában, amelyet családi hátterén kívül francia anyanyelvének is köszönhetett. Nikétasz Choniatész beszámolt arról, hogy egy alkalommal, amikor egy nyugati küldöttség járt a császárnál, a tolmács azt tanácsolta az uralkodó tudtán kívül a követeknek, hogy ne engedjenek gyorsan Manuél követeléseinek. A császárné azonban meghallotta ezt, és tájékoztatta a férjét a tolmács valódi üzenetéről. Manuél megvakíttatta és minden vagyonától megfosztotta a tolmácsot.
Manuél alighanem tisztában volt azzal, hogy a fia, Alexiosz valószínűleg kiskorú lesz a halálakor, ezért 1171. március 24-én hűségesküt vett magának és a fiának a nemeseitől, hivatalnokaitól, a konstantinápolyi pátriárkától és a szinódustól. Ennek értelmében a halála Alexiosz örökölte volna a trónt, ám mellette egy tizenkét tagú régenstanács kormányzott volna, amelyben helyet foglalt volna a konstantinápolyi pátriárka. A tanács vezetésér Máriára bízta, ám Manuél ahhoz is ragaszkodott, hogy a felesége vonuljon kolostorba, hogy megelőzze a későbbi kérőit. A császár vélhetően azt akarta megakadályozni, hogy az özvegye későbbi férje Alexiosz fejére nőjön, és megakadályozza az öröklést.
1180. szeptember 24-én meghalt Mária férje, Mánuel császár, az özvegy császárné pedig megkezdhette régensi működését.

## Régensként
Manuél halála után Mária Xéné néven bevonult apácának, ám erre csak hónapokkal a férje halála után került sor. Hogy megkönnyítse a helyzetét, Mária maga mellé emelte a prótosebastost, Alexiosz Komnénoszt, aki Manuél unokaöccse volt. Az ő kiválasztása szerencsétlen döntésnek bizonyult, mivel a Komnénosz-családon belül sem számított népszerűnek, ráadásul Nikétasz azt is feljegyezte, hogy az özvegy a szeretőjévé tette a férfit. Bár ezt a korszakot vizsgáló bizantinológusok manapság már kételkedéssel fogadják, az tény, hogy Máriát a görögök jelentős része idegennek tekintette, és ezen nem segített az se, hogy rövid kormányzása alatt elsősorban a konstantinápolyi latinokban bízott.
A régens kormányzása ellen az első lázadást a mostohalánya, Maria Komnéné Manuél legidősebb lánya és III. Béla egykori jegyese körül csoportosult. A hercegnő és a nála több mint tíz évvel fiatalabb férje, Montferrati Rainer alighanem azt tervezték, hogy Maria Komnéné kerüljön trónra, és ehhez még a konstantinápolyi pátriárka támogatását is elnyerték. A tervük azonban, hogy megöljék Alexiosz prótosebastost, 1181 tavaszán napvilágra került, így Maria Komnéné és a férje a Hagia Sophiában keresett menedéket,és nyílt lázadást robbantottak ki. A fenyegetésre válaszul Alexiosz prótosebastos elrendelte a pátriárka letartóztatását is, ami nyílt háborúhoz vezetett a konstantinápolyi utcákon. Végül kiegyeztek, Maria Komnéné és Ranier visszatérhettek a palotába, a pátriárka is megtartotta a székét, a várost pedig átmenetileg sikerült lecsendesíteni.

## Bukása
Maria Komnéné meghívta Andronikosz Komnénoszt, akit korábban még Manuél száműzött az udvartól, miután összeesküdött a császár ellen. Andronikosz sereget gyűjtött, és bevonult Konstantinápolyba. Alexiosz prótosebastos nem tudta megakadályozni, hogy a sereg átkeljen a Boszporuszon, miután a bizánci flotta parancsnoka is Andronikosz mellé állt. Alexioszt letartóztatták a konstantinápolyi pátriárka ellen elkövetett vétkeiért, majd megvakították. Andronikosz 1182 áprilisában kiprovokálta Konstantinápoly latin lakosainak a lemészárlását, amelynek a feljegyzések szerint több mint hatvanezer ember esett áldozatul.
Miután Andronikosz megszerezte a hatalmat, megmérgeztette Maria Komnénét és Montferrati Rainert. Az özvegy császárné megpróbált segítséget kérni III. Bélától Andronikosz ellen, aki azonban tudomást szerzett a tervről. Mária ellen immár kezében volt a bizonyíték, az özvegy császárnét ezért letartóztatták, és a Szent Diomédész kolostor szűk cellájába zárták, ahol megalázó és embertelen bánásmódban részesítették. A még fiatal császárt, II. Alexioszt rábeszélték, hogy írja alá az anyja halálos ítéletét. Andronikosz a saját fiát, Manuélt és a sógorát küldte, hogy végrehajtsák az ítéletet, bár Nikétasz szerint végül nem ők ölték meg a császárnét. 1182-ben Máriát megfojtották és a tengerpart közelében egy jeltelen sírban földelték el. Más források szerint viszont zsákba varrták és a tengerbe hajították.
A császárné halála után Andronikosz nem késlekedett sokat, és 1183 szeptemberében társcsászárrá koronáztatta magát, majd októberben megfojtatta a fiatal II. Alexioszt.

## Családja
1145-ben jött világra, Antiochiában, Poitiers-i Rajmund antiochiai fejedelem és Konstancia antiochiai fejedelemnő második gyermekeként és első leányaként. A szülők kb. 1136-ban házasodtak össze.
Apai nagyszülei: IX. Vilmos aquitániai herceg és Filippa toulouse-i grófnő
Anyai nagyszülei: II. Bohemund antiochiai fejedelem és Aliz antiochiai fejedelemné
Egy bátyja és egy húga született még:
- Bohemund (1144-1201), a későbbi III. Bohemund antiochiai fejedelem, aki élete során négyszer is megnősült (első felesége: Orguilleuse d'Harenc, második felesége: Komnéna Teodóra ciprusi hercegnő, harmadik felesége: Szibilla, negyedik felesége: Izabella)

Orguilleuse két fiút (Rajmund és Bohemund) szült neki, Teodóra egy fiút (Mánuel) és egy lányt (Konstancia) szült, Szibilla ugyancsak két gyermekkel, egy fiúval (Guillaume) és egy leánnyal (Aliz) ajándékozta meg Bohemund-ot, Izabella pedig három gyermeket, két fiút és egy lányt (Bohemund, Jacques és Izabella) szült férjének
- Filippa (1148-1178), később II. Toroni Henfrid hitvese, de nekik közös gyermekük nem született

1149. június 29-én, mindössze 33 éves korában meghalt Mária édesapja, Poitiers-i Rajmund, özvegye, a csupán 21 esztendős Konstancia pedig 1153-ban újra férjhez ment, ezúttal egy lovaghoz, a 27 éves Châtillon Rajnaldhoz, akitől két leánya született:
- Ágnes (Anna) (1154–1184), később III. Béla magyar király első felesége, aki négy gyermekkel ajándékozta meg az uralkodót, Imrével, Margittal, Andrással és Konstancával

- Johanna, később I. (Montferrati) Bonifác őrgróf második felesége, akinek nem szült gyermeket